# Station Greverud
Station Greverud (Noors:  Greverud holdeplass) is een station in Greverud in de gemeente Oppegård. Het station  ligt aan Østfoldbanen. 
Greverud wordt bediend door lijn L2, de stoptrein tussen Skøyen en Ski en L2x die vanaf Lysaker naar Ski rijdt.